# 尖叶栎
尖叶栎（学名：Quercus oxyphylla）是壳斗科栎属的植物。分布于日本以及中国大陆的陕西、福建、浙江、广西、甘肃、四川、安徽、贵州等地，生长于海拔200米至2,900米的地区，多生长于山顶阳处、山坡、山谷地带和疏林中，目前尚未由人工引种栽培。

## 别名
铁橿树